# Lithophane laticinerea
Lithophane laticinerea är en fjärilsart som beskrevs av Augustus Radcliffe Grote 1874. Lithophane laticinerea ingår i släktet Lithophane och familjen nattflyn. Inga underarter finns listade i Catalogue of Life.